# Marine Rostan
Pour les articles homonymes, voir Rostan.
Marine Rosztan est une boxeuse française née le 2 octobre 1991.

## Carrière sportive
En 2014, elle remporte la médaille de bronze aux championnats d'Europe amateur à Bucarest en moins de 54 kg (poids coqs).